# Grande Prêmio da Alemanha de 2007 (Superbike)

## Corrida 1 de Superbike
| Pos | Piloto            | Moto                | Tempo     | Voltas | Pontos |
| --- | ----------------- | ------------------- | --------- | ------ | ------ |
| 1   | Noriyuki Haga     | Yamaha YZF-R1       | 40'02.923 | 24     | 25     |
| 2   | Max Biaggi        | Suzuki GSX-R1000 K7 | 40'13.930 | 24     | 20     |
| 3   | Troy Corser       | Yamaha YZF-R1       | 40'14.551 | 24     | 16     |
| 4   | Troy Bayliss      | Ducati 999 F07      | 40'25.079 | 24     | 13     |
| 5   | Roberto Rolfo     | Honda CBR1000RR     | 40'29.005 | 24     | 11     |
| 6   | Régis Laconi      | Kawasaki ZX-10R     | 40'29.304 | 24     | 10     |
| 7   | Fonsi Nieto       | Kawasaki ZX-10R     | 40'39.793 | 24     | 9      |
| 8   | Lorenzo Lanzi     | Ducati 999 F07      | 40'46.388 | 24     | 8      |
| 9   | James Toseland    | Honda CBR1000RR     | 40'47.181 | 24     | 7      |
| 10  | Karl Muggeridge   | Honda CBR1000RR     | 40'48.156 | 24     | 6      |
| 11  | Shinichi Nakatomi | Yamaha YZF-R1       | 40'55.476 | 24     | 5      |
| 12  | Ruben Xaus        | Ducati 999 F06      | 41'04.882 | 24     | 4      |
| 13  | Jakub Smrz        | Ducati 999 F05      | 41'20.912 | 24     | 3      |
| 14  | Steve Martin      | Suzuki GSX-R1000 K6 | 41'22.147 | 24     | 2      |
| 15  | Yoann Tiberio     | Honda CBR1000RR     | 41'39.550 | 24     | 1      |
| 16  | Jiri Drazdak      | Yamaha YZF-R1       | 41'39.802 | 24     |        |
| Ret | Dean Ellison      | Ducati 999RS        | 24'52.436 | 14     |        |
| Ret | Luca Morelli      | Honda CBR1000RR     | 18'20.259 | 10     |        |
| Ret | Michel Fabrizio   | Honda CBR1000RR     | 15'13.910 | 9      |        |
| Ret | Max Neukirchner   | Suzuki GSX-R1000 K6 | 10'11.542 | 6      |        |
| Ret | Martin Bauer      | Honda CBR1000RR     | 10'20.651 | 6      |        |

## Corrida 2 de Superbike
| Pos | Piloto            | Moto                | Tempo     | Voltas | Pontos |
| --- | ----------------- | ------------------- | --------- | ------ | ------ |
| 1   | Troy Bayliss      | Ducati 999 F07      | 39'49.291 | 24     | 25     |
| 2   | Noriyuki Haga     | Yamaha YZF-R1       | 39'50.644 | 24     | 20     |
| 3   | Max Biaggi        | Suzuki GSX-R1000 K7 | 40'02.292 | 24     | 16     |
| 4   | James Toseland    | Honda CBR1000RR     | 40'03.932 | 24     | 13     |
| 5   | Troy Corser       | Yamaha YZF-R1       | 40'04.501 | 24     | 11     |
| 6   | Ruben Xaus        | Ducati 999 F06      | 40'15.121 | 24     | 10     |
| 7   | Roberto Rolfo     | Honda CBR1000RR     | 40'19.043 | 24     | 9      |
| 8   | Fonsi Nieto       | Kawasaki ZX-10R     | 40'19.238 | 24     | 8      |
| 9   | Max Neukirchner   | Suzuki GSX-R1000 K6 | 40'19.843 | 24     | 7      |
| 10  | Karl Muggeridge   | Honda CBR1000RR     | 40'23.106 | 24     | 6      |
| 11  | Régis Laconi      | Kawasaki ZX-10R     | 40'28.614 | 24     | 5      |
| 12  | Lorenzo Lanzi     | Ducati 999 F07      | 40'31.883 | 24     | 4      |
| 13  | Michel Fabrizio   | Honda CBR1000RR     | 40'40.046 | 24     | 3      |
| 14  | Steve Martin      | Suzuki GSX-R1000 K6 | 40'42.889 | 24     | 2      |
| 15  | Shinichi Nakatomi | Yamaha YZF-R1       | 40'45.575 | 24     | 1      |
| 16  | Jakub Smrz        | Ducati 999 F05      | 40'47.109 | 24     |        |
| 17  | Martin Bauer      | Honda CBR1000RR     | 41'07.698 | 24     |        |
| 18  | Yoann Tiberio     | Honda CBR1000RR     | 41'21.321 | 24     |        |
| 19  | Jiri Drazdak      | Yamaha YZF-R1       | 41'25.993 | 24     |        |
| Ret | Luca Morelli      | Honda CBR1000RR     | 12'11.515 | 7      |        |
| Ret | Dean Ellison      | Ducati 999RS        | 3'45.625  | 2      |        |